# Grande Prêmio do Cazaquistão de Motovelocidade
O Grande Prêmio do Cazaquistão de Motovelocidade (português brasileiro) ou Grande Prémio do Cazaquistão de Motovelocidade (português europeu) foi um evento de motociclismo que esteve previsto como parte do calendário da MotoGP a partir da temporada de 2024 no Autódromo Internacional de Sokol, no Cazaquistão.
Um contrato de cinco anos foi acordado e definido para começar com um evento programado em 2023. O evento inicial foi cancelado com o anúncio citando os motivos como "trabalhos de homologação em andamento no circuito, juntamente com os atuais desafios operacionais globais". O evento não foi substituído e foi incluído no calendário de 2024.
O evento esteve previsto para se realizar entre os dias 14 e 16 de junho de 2024, no entanto menos de dois meses antes da sua realização a pista não tinha obtido ainda a homologação necessária, sendo no entanto reportados contatos com a Federação Malaia de motociclismo para a contratação de comissários de pista para o evento. No dia 3 de maio de 2024, foi anunciada a decisão de adiar o evento em função das cheias que afetaram o país, tendo mais tarde o mesmo sido cancelado. O Grande Prêmio não foi incluído no calendário da MotoGP de 2025.